# Montehermoso
Montehermoso è un comune spagnolo di 5 710 abitanti situato nella comunità autonoma dell'Estremadura.